# Такео Такаги
Такео Такаги (јап. 高木武雄; 25. јануар 1892 — 8. јул 1944) је био адмирал у Јапанској царској морнарици током Другог светског рата.

## Рани Период
Такаги је рођен у граду Иваки, префектура Фукушима. Дипломирао је у 39. класи на јапанској царској поморској академији, као 17. од 148 кадета, 1911. године. Као подофицир, служи на оклопном крсташу Асо и бојном броду Шикишима, а након унапређења у чин Ensign (еквивалент: Потпоручник), прелази на оклопни крсташ Азама па на бојни брод Кавачи.
Као Lieutenant (еквивалент: Поручник Фрегате), служи на подморници С-15, а након успешно завршених курсева навигације и торпедног ратовања, он постаје извршни официр па заповедник подморнице С-24. По завршетку поморског ратног колеџа у Јапану 1923. године, унапређен је у чин  (еквивалент: Поручник Бојног Брода), и преузима команду над подморницом РО-28, па 1926. године над подморницом РО-68. Унапређен је у чин  (еквивалент: Капетан Корвете) 1928. године, и држао је известан број штабних места. Такаги је послат 1931. године у Сједињене Америчке Државе и Европу, а унапређен је 1932. године у чин  (еквивалент: Капетан Фрегате).
Такаги постаје 1933. године командант лаке крстарице Нагара, па 1936. године, тешке крстарице Такао, а 1937. године, бојног брода Муцу. Он је унапређен у чин контраадмирал 15. новембра 1938. године и постаје шеф 2. секције јапанског царског Адмиралштаба 1939. године.

## Други светски рат
На почетку Пацифичког рата, он је командовао флотним саставом који је подржавао инвазију на Филипине, децембра 1941. године. Такаги предводи ударну ескадру која покрива искрцавање на острво Јава, Холандска Источна Индија. Он је био главни јапански командант у бици у Јаванском мору, где је потопио савезницима две крстарице и три разарача, уз губитак само једног разарача.
Такаги је унапређен у чин вицеадмирал 1. маја 1942. године. Он је командовао ударном ескадром носача авиона (Шокаку и Зуикаку) у „Операцији МО“, која је представљала заштитну снагу, за планирану инвазију морнаричке пешадије на Порт Моресби, Нова Гвинеја, маја 1942. године. Према томе, он је уједно и један од главних јапанских официра у бици у Коралном мору. У насталој бици, Јапанци су однели тактичку победу (потопили:носач авиона Лексингтон, флотни танкер Неошо и разарач Симс, и оштетили носач авиона Јорктаун, мада не толико много, колико су Јапанци сматрали), међутим, главни циљ операције - искрцавање и заузимање Порт Моресбија, није извршено. Јапанска морнарица је изгубила први пут од почетка рата, један ратни брод који је већи од разарача - лаки носач авиона Шохо. Такође, носачи авиона Шокаку и Зуикаку нису могли касније да учествују у бици за Мидвеј, због оштећења и гибитака авиона претрпљених током битке (Шокаку је погођен са три бомбе и губи већи део својих авиона и авио посада; Зуикаку је неоштећен, али на крају битке му је остале мање од 40 авиона од почетних 84).
У новембру 1942. године, Такаги постаје командант Мако Гард базе, а априла 1943. године командант Такао Гард базе. Дана, 21. јуна 1943. године, он се поново враћа на линију фронта, када је постао командант 6. флоте (подморнице), базиране на Маријанским острвина.
Такаги гине у акцији током битке за Сајпан 1944. године. Постхумно је унапређен у чин адмирала.